# 佐々木裁き
『佐々木裁き』（ささきさばき）は、古典落語の演目。別題に『佐々木政談』（ささきせいだん）、『佐々木高綱』（ささきたかつな）、『池田大助』（いけだだいすけ）。原話は『一休咄』とし、3代目笑福亭松鶴の作とされる。幕末期に実在した幕臣佐々木顕発を主人公とする。

## あらすじ
名奉行と名高い佐々木信濃守（佐々木顕発）がお忍びで市中を見回っていたところ、子供たちが裁判ごっこをして遊んでいるのを見つける。奉行役の子供が「佐々木信濃守」を名乗ったために興味深く見ていると、他の子ども同士の争いを理に適った内容で見事に解決し、佐々木を感心させる。そこで家臣に、その子どもの素性を調べさせ、彼が桶屋の高田屋綱五郎の息子・四郎吉とわかる。
佐々木は高田屋父子を奉行所へと呼ぶ。綱五郎は息子が何か悪さをしたと勘違いし怯えるが、佐々木は先の件を話して安心させ、四郎吉に様々な質問を行う。これに四郎吉は当意即妙な頓知で次々と答え、ますます佐々木を感心させる。最後に佐々木が「座敷に飾られている衝立の絵の中の仙人が何と言っているか？」という問いを出すと、四郎吉は「『佐々木信濃守は馬鹿だ。絵の中の人物が話すわけがないのに』と申しております」と答えた。
その回答に怒るどころかますます感心した信濃守は綱五郎に15歳になったら四郎吉を近習として召し抱えたいので自分に預けて欲しいと申し入れ、四郎吉は士分に取り立てられることになった。
信濃守は「四郎吉も武士になるからには名乗りが必要になるな」と言ったところ、四郎吉は「お奉行様の"佐々木"と四郎吉の"四郎"、それに我が父である高田屋綱五郎の略称である"高綱"を取って、『佐々木四郎高綱』と名乗るのは如何でしょう」と答える。信濃守は「それは我が家の祖先の名前である。されはお前も源氏になるな」と返すと、四郎吉は答える。
「いいえ、平家（平気）でおります」

## バリエーション
落ち（サゲ）を設けるのは上方落語の演じ方であり、四郎吉が士分に取り立てたところで終わる人情噺のパターンもある。また、後に与力として緩み切った役人達のタガを締めてまわったという四郎吉の活躍ぶりを、「桶屋の息子だけに」とする落ちもある。
また、3代目三遊亭金馬は大岡越前（大岡忠相）を主人公とする大岡政談ものとし、小僧を池田大助とした「池田大助」という題名で演じている。